# 蒙泰克雷托
蒙泰克雷托（義大利語：Montecreto），是意大利摩德纳省的一个市镇。总面积31.14平方公里，人口992人，人口密度31.9人/平方公里（2009年）。ISTAT代码为036024。